# 샤라젠 사잇
모함마드 샤라젠 빈 사잇 (Mohammad Shah Razen bin Said, 1985년 12월 14일 ~ )은 브루나이의 축구 선수로 현재 카수카 FC에서 공격수로 활동 중이며 아즈완 알리 라흐만과 브루나이 축구 국가대표팀 내 국제 A매치 공동 최다 득점 기록을 보유하고 있다.

## 클럽 경력

### DPMM FC
2003년 AH 유나이티드에서 데뷔한 이후 2005년 DPMM FC로 이적하여 비바 레인저스와 위자야 FC에서 임대 선수로 활동한 2010년과 2011년을 제외하고 2022년까지 16시즌동안 팀의 핵심 공격수로 맹활약하며 2005년 아세안 클럽 챔피언십 4강, 2005-06 말레이시아 프리미어리그 3위, 2006-07 말레이시아 슈퍼리그 3위, 싱가포르 프리미어리그 2회 우승 및 2회 준우승, 2번의 리그 3위, 2014년과 2015년 싱가포르컵 3위, 2016년 싱가포르 커뮤니티 실드 준우승, 2018년 싱가포르컵 준우승, 2019년 싱가포르컵 4위, 싱가포르 리그컵 3회 우승 및 2번의 준우승, 2017년 싱가포르 리그컵 4강, 2022년 브루나이 FA컵 우승 등의 굵직한 성과를 남겼다.

### 카수카 FC
2022 시즌을 마친 후 16시즌동안 몸 담았던 DPMM을 떠나 전 시즌 브루나이 FA컵 결승 상대이자 준우승팀인 카수카 FC로의 이적을 확정지으며 DPMM의 전성기를 함께 구가했던 아디 사잇과 한솥밥을 먹게 되었다.

## 국가대표팀 경력

### 브루나이 청소년 대표팀
브루나이 U-21 대표팀의 일원으로 자국에서 열린 2005년 하사날 볼키아 트로피에 출전했고 이후 브루나이 U-23 대표팀 소속으로 2008년 수크마 경기 대회에도 참가했다.

### 브루나이 A대표팀
2008년 11월 브루나이 A대표팀에 첫 합류한 이후 국제 A매치 데뷔전인 필리핀과의 2008년 아세안 챔피언십 예선 1차전에서 A매치 데뷔골을 신고하는 등 이 대회 예선에서 3골을 터뜨리며 맹활약했다.
그리고 라오스와의 2014년 아세안 챔피언십 예선 2차전에서 A매치 개인 통산 4번째 득점을 기록했고 2년 후 2016년 AFC 솔리대리티컵에서는 4골을 터뜨리는 맹활약으로 공동 득점왕에 오르며 브루나이 A대표팀 역사상 첫 국제 대회 4강 진출에 기여했다.
그 뒤 동티모르와의 2018년 아세안 챔피언십 예선과 몽골과의 2022년 FIFA 월드컵 아시아 지역 1차 예선 2경기에 모두 선발 출전했으며 2022년 FIFA 월드컵 아시아 지역 1차 예선 2차전을 끝으로 A매치 통산 24경기 8골의 기록을 남기고 11년간 몸 담았던 국가대표팀에서 은퇴했다.

## 수상

### 클럽
DPMM FC
- 말레이시아 프리미어리그 : 3위 (2005-06)
- 말레이시아 슈퍼리그 : 3위 (2006-07)
- 싱가포르 프리미어리그 : 우승 (2015, 2019), 준우승 (2012, 2014), 3위 (2016, 2018)
- 싱가포르컵 : 준우승 (2018), 3위 (2014, 2015), 4위 (2019)
- 싱가포르 리그컵 : 우승 (2009, 2012, 2014), 준우승 (2013, 2016), 4강 (2017)
- 브루나이 FA컵 : 우승 (2022)
- 아세안 클럽 챔피언십 : 4강 (2005)
- 싱가포르 커뮤니티 실드 : 준우승 (2016)

### 국가대표팀
브루나이
- AFC 솔리대리티컵 : 4위 (2016)

### 개인
- 말레이시아 슈퍼리그 득점왕 : 2006-07 (21골 / 공동 수상)
- AFC 솔리대리티컵 득점왕 : 2016 (4골 / 공동 수상)